# Natalja Kazak
Natalja Iwanowna Kazak (ros. Наталья Ивановна Казак; ur. 4 lutego 1960) – rosyjska wioślarka reprezentująca ZSRR, dwukrotna medalistka olimpijska.

## Kariera
Wystąpiła na igrzyskach olimpijskich w Moskwie w 1980, gdzie zdobyła dwa medale. Najpierw osada ZSRR w składzie: Marija Fadiejewa, Galina Sowietnikowa, Marina Studniewa, Swietłana Siemionowa, Natalja Kazak i Nina Czeriemisina (sterniczka) zdobyła brązowy medal w czwórkach ze sternikiem. W finale uplasowały się o 1,65 sekundy za osadą NRD i o 0,17 sekundy za osadą Bułgarii. Następnie Antonina Pustowit, Jelena Matiewska, Olga Wasilczenko, Nadieżda Lubimowa, Natalja Kazak i Nina Czeriemisina zajęły drugie miejsce w czwórkach podwójnych ze sternikiem, przegrywając zaledwie o 0,41 sekundy z osadą NRD. W obu konkurencjach Kazak nie startowała w finałach, jednak otrzymała medale. Były to jej jedyne starty olimpijskie. 
Kształciła się w Państwowym Instytucie Kultury Fizycznej im. Lesgafta w Leningradzie. Po zakończeniu kariery została działaczką sportową.